# Висмитананда, Яанин
Яанин Висмитананда (тайск. "จีจ้า" ญาณิน วิสมิตะนันทน์) (англ. Yanin "Jeeja" Vismistananda; род. 31 марта 1984 года, Бангкок, Таиланд) — тайская актриса.

## Биография
Яанин Висмитананда родилась 31 марта 1984 года в Бангкоке, Таиланд.
В детстве Яанин занималась балетом, затем занималась тхэквондо и достигла третьего дана, с 2004 года она работала инструктором по тхэквондо. Владеет также другими восточными единоборствами.
На кастинге актёров для фильма «Рождённый сражаться» (англ. Born to Fight, тайск. Kerd ma lui) она познакомилась с режиссёром Прачием Пинкаю.
Большую популярность ей принёс фильм «Шоколад», где она исполнила главную роль. Перед съёмками в фильме, она оставила обучение в колледже и в течение двух лет готовилась к съёмкам, практикуясь в муай тай и других боевых искусствах вместе с командой каскадёров Панны Риттикрая. Съёмки фильма проходили в течение 2006 и 2007 годов.
«Феникс в ярости» (тайск. จีจ้า ดื้อ สวย ดุ), фильм о тайских боевых искусствах с Яанин в главной роли, стал её вторым значимым фильмом.

## Фильмография
- 2008 — Шоколад
- 2009 — Феникс в ярости
- 2011 — Задиристая девчонка[1]
- 2011 — Пяткой в глаз[2]
- 2011 — Шоколад 2
- 2013 — Честь дракона 2
- 2015-2016 — Полумиры (сериал 2 сезона) роль Thip
- 2016 — Никогда не сдавайся 3
- 2016 — Трудная мишень 2
- 2017 — Европейский расклад
- 2017 — Большие копы
- 2018 — Предназначенные судьбой (The Crown Princess)
- 2019 — Тройная угроза